# مجلس بلدي (الأردن)

المجلس البلدي هو المجلس المنتخب للبلدية في الأردن. أنشئت المجالس البلدية الأولى في الأردن في عام 1925 وانتُخبت حتى يومنا هذا.
التعديل الأخير لقانون البلديات قام بتقسيم المملكة إلى 100 بلدية. 82 بلدية تضم 355 مجلسًا محليًا و 18 بلدية، يتكون كل مجلس محلي من 5 أعضاء، بما في ذلك امرأة واحدة على الأقل. يتم تعيين أعلى نسبة صوتت لأعضاء المجلس المحلي على مقعد في المجلس البلدي، اعتمادا على العدد المخصص لكل مجلس محلي.